# Nokere Koerse 2022
Nokere Koerse 2022 – 76. edycja wyścigu kolarskiego Nokere Koerse, która odbył się 16 marca 2022 na trasie o długości niespełna 190 kilometrów z miasta Deinze do Nokere. Impreza kategorii 1.Pro była częścią UCI ProSeries 2022.

## Uczestnicy

### Drużyny
| WorldTeams (10)- Bora-Hansgrohe - Cofidis - Groupama-FDJ - Intermarché-Wanty-Gobert Matériaux - Israel-Premier Tech - Lotto-Soudal - Quick-Step Alpha Vinyl - Team DSM - Trek-Segafredo - UAE Team Emirates ProTeams (8)- Alpecin-Fenix - Arkéa-Samsic - B&B Hotels-KTM - Bardiani-CSF-Faizanè - Bingoal Pauwels Sauces WB - Human Powered Health - Sport Vlaanderen-Baloise - Uno-X Pro Cycling Team Continental teams (2)- Minerva Cycling Team - Tarteletto-Isorex |
| |

### Lista startowa
| Bingoal Pauwels Sauces WB BWB | Bingoal Pauwels Sauces WB BWB | Bingoal Pauwels Sauces WB BWB |
| ----------------------------- | ----------------------------- | ----------------------------- |
| Nr                            | Kolarz                        | Miejsce                       |
| 1                             | Ludovic Robeet (BEL)          | 41.                           |
| 2                             | Louis Blouwe (BEL)            | DNF                           |
| 3                             | Timothy Dupont (BEL)          | 51.                           |
| 4                             | Milan Menten (BEL)            | 15.                           |
| 5                             | Laurenz Rex (BEL)             | 24.                           |
| 6                             | Mathijs Paasschens (NED)      | 80.                           |
| 7                             | Tom Wirtgen (LUX)             | 93.                           |

| Quick-Step Alpha Vinyl QST | Quick-Step Alpha Vinyl QST | Quick-Step Alpha Vinyl QST |
| -------------------------- | -------------------------- | -------------------------- |
| Nr                         | Kolarz                     | Miejsce                    |
| 11                         | Iljo Keisse (BEL)          | 105.                       |
| 12                         | Mauro Schmid (SUI)         | 22.                        |
| 13                         | Stijn Steels (BEL)         | 106.                       |
| 14                         | Jannik Steimle (GER)       | 10.                        |
| 15                         | Bert Van Lerberghe (BEL)   | 4.                         |
| 17                         | Ethan Vernon (GBR)         | 11.                        |

| Bora-Hansgrohe BOH | Bora-Hansgrohe BOH      | Bora-Hansgrohe BOH |
| ------------------ | ----------------------- | ------------------ |
| Nr                 | Kolarz                  | Miejsce            |
| 21                 | Shane Archbold (NZL)    | 74.                |
| 22                 | Patrick Gamper (AUT)    | 32.                |
| 23                 | Jonas Koch (GER)        | 12.                |
| 24                 | Martin Laas (EST)       | DNF                |
| 25                 | Jordi Meeus (BEL)       | DNS                |
| 26                 | Lukas Pöstlberger (AUT) | DNF                |
| 27                 | Matthew Walls (GBR)     | DNF                |

| UAE Team Emirates UAD | UAE Team Emirates UAD      | UAE Team Emirates UAD |
| --------------------- | -------------------------- | --------------------- |
| Nr                    | Kolarz                     | Miejsce               |
| 31                    | Rui Oliveira (POR)         | 37.                   |
| 32                    | Pascal Ackermann (GER)     | 9.                    |
| 33                    | Finn Fisher-Black (NZL)    | 108.                  |
| 34                    | Felix Groß (GER)           | 67.                   |
| 35                    | Vegard Stake Laengen (NOR) | 60.                   |
| 36                    | Joël Suter (SUI)           | 112.                  |
| 37                    | Oliviero Troia (ITA)       | 61.                   |

| Trek-Segafredo TFS | Trek-Segafredo TFS   | Trek-Segafredo TFS |
| ------------------ | -------------------- | ------------------ |
| Nr                 | Kolarz               | Miejsce            |
| 41                 | Jon Aberasturi (ESP) | 92.                |
| 42                 | Marc Brustenga (ESP) | DNF                |
| 43                 | Jakob Egholm (DEN)   | DNF                |
| 44                 | Daan Hoole (NED)     | 82.                |
| 45                 | Emīls Liepiņš (LAT)  | 77.                |
| 46                 | Otto Vergaerde (BEL) | 30.                |

| Groupama-FDJ GFC | Groupama-FDJ GFC         | Groupama-FDJ GFC |
| ---------------- | ------------------------ | ---------------- |
| Nr               | Kolarz                   | Miejsce          |
| 51               | Lewis Askey (GBR)        | 13.              |
| 52               | Clément Davy (FRA)       | 44.              |
| 53               | Matthieu Ladagnous (FRA) | 35.              |
| 54               | Fabian Lienhard (SUI)    | 29.              |
| 55               | Miles Scotson (AUS)      | 27.              |
| 56               | Samuel Watson (GBR)      | 59.              |
| 57               | Bram Welten (NED)        | 5.               |

| Intermarché-Wanty-Gobert Matériaux IWG | Intermarché-Wanty-Gobert Matériaux IWG | Intermarché-Wanty-Gobert Matériaux IWG |
| -------------------------------------- | -------------------------------------- | -------------------------------------- |
| Nr                                     | Kolarz                                 | Miejsce                                |
| 61                                     | Boy van Poppel (NED)                   | 14.                                    |
| 62                                     | Julius Johansen (DEN)                  | 78.                                    |
| 63                                     | Barnabás Peák (HUN)                    | 25.                                    |
| 65                                     | Gerben Thijssen (BEL)                  | 21.                                    |
| 66                                     | Kévin Van Melsen (BEL)                 | 47.                                    |
| 67                                     | Tom Devriendt (BEL)                    | 109.                                   |

| Israel-Premier Tech IPT | Israel-Premier Tech IPT | Israel-Premier Tech IPT |
| ----------------------- | ----------------------- | ----------------------- |
| Nr                      | Kolarz                  | Miejsce                 |
| 71                      | Rudy Barbier (FRA)      | 48.                     |
| 72                      | Jenthe Biermans (BEL)   | 16.                     |
| 73                      | Marco Frigo (ITA)       | 56.                     |
| 74                      | Taj Jones (AUS)         | 52.                     |
| 75                      | Antonio Puppio (ITA)    | 57.                     |
| 76                      | Gaj Sagiw (ISR)         | 96.                     |
| 77                      | Tom Van Asbroeck (BEL)  | 17.                     |

| Cofidis COF | Cofidis COF             | Cofidis COF |
| ----------- | ----------------------- | ----------- |
| Nr          | Kolarz                  | Miejsce     |
| 81          | Piet Allegaert (BEL)    | 19.         |
| 82          | Wesley Kreder (NED)     | 58.         |
| 83          | André Carvalho (POR)    | 31.         |
| 84          | Kenneth Vanbilsen (BEL) | 85.         |
| 85          | Jelle Wallays (BEL)     | 76.         |
| 86          | Max Walscheid (GER)     | 2.          |

| Lotto-Soudal LTS | Lotto-Soudal LTS          | Lotto-Soudal LTS |
| ---------------- | ------------------------- | ---------------- |
| Nr               | Kolarz                    | Miejsce          |
| 91               | Victor Campenaerts (BEL)  | 26.              |
| 92               | Arnaud De Lie (BEL)       | 3.               |
| 93               | Cédric Beullens (BEL)     | 42.              |
| 94               | Michael Schwarzmann (GER) | DNF              |
| 95               | Thomas De Gendt (BEL)     | DNF              |
| 96               | Sébastien Grignard (BEL)  | 98.              |
| 97               | Florian Vermeersch (BEL)  | 45.              |

| Team DSM DSM | Team DSM DSM                  | Team DSM DSM |
| ------------ | ----------------------------- | ------------ |
| Nr           | Kolarz                        | Miejsce      |
| 101          | Cees Bol (NED)                | DNF          |
| 102          | Pavel Bittner (CZE)           | 38.          |
| 103          | Leon Heinschke (GER)          | 110.         |
| 104          | Jonas Iversby Hvideberg (NOR) | 40.          |
| 105          | Niklas Märkl (GER)            | 33.          |
| 106          | Sam Welsford (AUS)            | 50.          |
| 107          | Casper van Uden (NED)         | 62.          |

| Alpecin-Fenix AFC | Alpecin-Fenix AFC           | Alpecin-Fenix AFC |
| ----------------- | --------------------------- | ----------------- |
| Nr                | Kolarz                      | Miejsce           |
| 111               | Tim Merlier (BEL)           | 1.                |
| 112               | Floris De Tier (BEL)        | 64.               |
| 113               | Maurice Ballerstedt (GER)   | 81.               |
| 114               | Alexander Krieger (GER)     | 113.              |
| 115               | Edward Planckaert (BEL)     | 54.               |
| 116               | Scott Thwaites (GBR)        | 34.               |
| 117               | Fabio Van den Bossche (BEL) | DNF               |

| B&B Hotels-KTM BBK | B&B Hotels-KTM BBK      | B&B Hotels-KTM BBK |
| ------------------ | ----------------------- | ------------------ |
| Nr                 | Kolarz                  | Miejsce            |
| 122                | Cyril Gautier (FRA)     | 39.                |
| 123                | Quentin Jauregui (FRA)  | 53.                |
| 124                | Pierre Barbier (FRA)    | 8.                 |
| 125                | Raphaël Parisella (CAN) | 89.                |
| 126                | Adrien Lagrée (FRA)     | 91.                |
| 127                | Miguel Heidemann (GER)  | 72.                |

| Bardiani CSF Faizanè BCF | Bardiani CSF Faizanè BCF     | Bardiani CSF Faizanè BCF |
| ------------------------ | ---------------------------- | ------------------------ |
| Nr                       | Kolarz                       | Miejsce                  |
| 131                      | Enrico Battaglin (ITA)       | 100.                     |
| 132                      | Jonathan Cañaveral (COL)     | DNF                      |
| 133                      | Luca Colnaghi (ITA)          | 102.                     |
| 135                      | Alessandro Santaromita (ITA) | DNF                      |
| 136                      | Enrico Zanoncello (ITA)      | DNF                      |
| 137                      | Samuele Zoccarato (ITA)      | 111.                     |

| Human Powered Health HPM | Human Powered Health HPM | Human Powered Health HPM |
| ------------------------ | ------------------------ | ------------------------ |
| Nr                       | Kolarz                   | Miejsce                  |
| 141                      | Robin Carpenter (USA)    | 104.                     |
| 142                      | Pier-André Côté (CAN)    | 90.                      |
| 143                      | August Jensen (NOR)      | 68.                      |
| 144                      | Gage Hecht (USA)         | DNF                      |
| 145                      | Colin Joyce (USA)        | 103.                     |
| 147                      | Nickolas Zukowsky (CAN)  | 28.                      |

| Sport Vlaanderen-Baloise SVB | Sport Vlaanderen-Baloise SVB | Sport Vlaanderen-Baloise SVB |
| ---------------------------- | ---------------------------- | ---------------------------- |
| Nr                           | Kolarz                       | Miejsce                      |
| 151                          | Ruben Apers (BEL)            | 83.                          |
| 152                          | Vito Braet (BEL)             | 65.                          |
| 153                          | Gilles De Wilde (BEL)        | 49.                          |
| 154                          | Arne Marit (BEL)             | 46.                          |
| 155                          | Aaron Van Poucke (BEL)       | 95.                          |
| 156                          | Kenneth Van Rooy (BEL)       | 20.                          |
| 157                          | Aaron Verwilst (BEL)         | 69.                          |

| Arkéa-Samsic ARK | Arkéa-Samsic ARK        | Arkéa-Samsic ARK |
| ---------------- | ----------------------- | ---------------- |
| Nr               | Kolarz                  | Miejsce          |
| 161              | Hugo Hofstetter (FRA)   | 7.               |
| 162              | Christophe Noppe (BEL)  | 55.              |
| 163              | Benjamin Declercq (BEL) | 23.              |
| 164              | Dayer Quintana (COL)    | 84.              |
| 165              | Markus Pajur (EST)      | 75.              |
| 166              | Michel Ries (LUX)       | DNF              |
| 167              | Kévin Vauquelin (FRA)   | 36.              |

| Uno-X Pro Cycling Team UXT | Uno-X Pro Cycling Team UXT | Uno-X Pro Cycling Team UXT |
| -------------------------- | -------------------------- | -------------------------- |
| Nr                         | Kolarz                     | Miejsce                    |
| 171                        | Kristoffer Halvorsen (NOR) | 97.                        |
| 172                        | Tord Gudmestad (NOR)       | 70.                        |
| 173                        | Lasse Norman Leth (DEN)    | DNF                        |
| 174                        | Morten Hulgaard (DEN)      | 63.                        |
| 175                        | Anders Skaarseth (NOR)     | 43.                        |
| 176                        | Rasmus Tiller (NOR)        | 6.                         |
| 177                        | Søren Wærenskjold (NOR)    | 18.                        |

| Tarteletto-Isorex TIS | Tarteletto-Isorex TIS       | Tarteletto-Isorex TIS |
| --------------------- | --------------------------- | --------------------- |
| Nr                    | Kolarz                      | Miejsce               |
| 181                   | Maxime De Poorter (BEL)     | 99.                   |
| 182                   | Andreas Goeman (BEL)        | 71.                   |
| 183                   | Sander Lemmens (BEL)        | 79.                   |
| 184                   | Elias Van Breussegem (BEL)  | 107.                  |
| 185                   | Brent Van De Kerkhove (BEL) | 88.                   |
| 186                   | Kobe Vanoverschelde (BEL)   | 87.                   |
| 187                   | Thibau Verhofstadt (BEL)    | 101.                  |

| Minerva Cycling Team MCT | Minerva Cycling Team MCT | Minerva Cycling Team MCT |
| ------------------------ | ------------------------ | ------------------------ |
| Nr                       | Kolarz                   | Miejsce                  |
| 191                      | Enrico Dhaeye (BEL)      | 86.                      |
| 192                      | Gil D'Heygere (BEL)      | DNF                      |
| 193                      | Thomas Joseph (BEL)      | 73.                      |
| 194                      | Stefano Museeuw (BEL)    | DNF                      |
| 195                      | Kasper Saver (BEL)       | 66.                      |
| 196                      | Matthew Van Schoor (BEL) | 94.                      |
| 197                      | Thimo Willems (BEL)      | DNF                      |

| Bingoal Pauwels Sauces WB BWB | Bingoal Pauwels Sauces WB BWB | Bingoal Pauwels Sauces WB BWB |
| ----------------------------- | ----------------------------- | ----------------------------- |
| Nr                            | Kolarz                        | Miejsce                       |
| 1                             | Ludovic Robeet (BEL)          | 41.                           |
| 2                             | Louis Blouwe (BEL)            | DNF                           |
| 3                             | Timothy Dupont (BEL)          | 51.                           |
| 4                             | Milan Menten (BEL)            | 15.                           |
| 5                             | Laurenz Rex (BEL)             | 24.                           |
| 6                             | Mathijs Paasschens (NED)      | 80.                           |
| 7                             | Tom Wirtgen (LUX)             | 93.                           |

| Quick-Step Alpha Vinyl QST | Quick-Step Alpha Vinyl QST | Quick-Step Alpha Vinyl QST |
| -------------------------- | -------------------------- | -------------------------- |
| Nr                         | Kolarz                     | Miejsce                    |
| 11                         | Iljo Keisse (BEL)          | 105.                       |
| 12                         | Mauro Schmid (SUI)         | 22.                        |
| 13                         | Stijn Steels (BEL)         | 106.                       |
| 14                         | Jannik Steimle (GER)       | 10.                        |
| 15                         | Bert Van Lerberghe (BEL)   | 4.                         |
| 17                         | Ethan Vernon (GBR)         | 11.                        |

| Bora-Hansgrohe BOH | Bora-Hansgrohe BOH      | Bora-Hansgrohe BOH |
| ------------------ | ----------------------- | ------------------ |
| Nr                 | Kolarz                  | Miejsce            |
| 21                 | Shane Archbold (NZL)    | 74.                |
| 22                 | Patrick Gamper (AUT)    | 32.                |
| 23                 | Jonas Koch (GER)        | 12.                |
| 24                 | Martin Laas (EST)       | DNF                |
| 25                 | Jordi Meeus (BEL)       | DNS                |
| 26                 | Lukas Pöstlberger (AUT) | DNF                |
| 27                 | Matthew Walls (GBR)     | DNF                |

| UAE Team Emirates UAD | UAE Team Emirates UAD      | UAE Team Emirates UAD |
| --------------------- | -------------------------- | --------------------- |
| Nr                    | Kolarz                     | Miejsce               |
| 31                    | Rui Oliveira (POR)         | 37.                   |
| 32                    | Pascal Ackermann (GER)     | 9.                    |
| 33                    | Finn Fisher-Black (NZL)    | 108.                  |
| 34                    | Felix Groß (GER)           | 67.                   |
| 35                    | Vegard Stake Laengen (NOR) | 60.                   |
| 36                    | Joël Suter (SUI)           | 112.                  |
| 37                    | Oliviero Troia (ITA)       | 61.                   |

| Trek-Segafredo TFS | Trek-Segafredo TFS   | Trek-Segafredo TFS |
| ------------------ | -------------------- | ------------------ |
| Nr                 | Kolarz               | Miejsce            |
| 41                 | Jon Aberasturi (ESP) | 92.                |
| 42                 | Marc Brustenga (ESP) | DNF                |
| 43                 | Jakob Egholm (DEN)   | DNF                |
| 44                 | Daan Hoole (NED)     | 82.                |
| 45                 | Emīls Liepiņš (LAT)  | 77.                |
| 46                 | Otto Vergaerde (BEL) | 30.                |

| Groupama-FDJ GFC | Groupama-FDJ GFC         | Groupama-FDJ GFC |
| ---------------- | ------------------------ | ---------------- |
| Nr               | Kolarz                   | Miejsce          |
| 51               | Lewis Askey (GBR)        | 13.              |
| 52               | Clément Davy (FRA)       | 44.              |
| 53               | Matthieu Ladagnous (FRA) | 35.              |
| 54               | Fabian Lienhard (SUI)    | 29.              |
| 55               | Miles Scotson (AUS)      | 27.              |
| 56               | Samuel Watson (GBR)      | 59.              |
| 57               | Bram Welten (NED)        | 5.               |

| Intermarché-Wanty-Gobert Matériaux IWG | Intermarché-Wanty-Gobert Matériaux IWG | Intermarché-Wanty-Gobert Matériaux IWG |
| -------------------------------------- | -------------------------------------- | -------------------------------------- |
| Nr                                     | Kolarz                                 | Miejsce                                |
| 61                                     | Boy van Poppel (NED)                   | 14.                                    |
| 62                                     | Julius Johansen (DEN)                  | 78.                                    |
| 63                                     | Barnabás Peák (HUN)                    | 25.                                    |
| 65                                     | Gerben Thijssen (BEL)                  | 21.                                    |
| 66                                     | Kévin Van Melsen (BEL)                 | 47.                                    |
| 67                                     | Tom Devriendt (BEL)                    | 109.                                   |

| Israel-Premier Tech IPT | Israel-Premier Tech IPT | Israel-Premier Tech IPT |
| ----------------------- | ----------------------- | ----------------------- |
| Nr                      | Kolarz                  | Miejsce                 |
| 71                      | Rudy Barbier (FRA)      | 48.                     |
| 72                      | Jenthe Biermans (BEL)   | 16.                     |
| 73                      | Marco Frigo (ITA)       | 56.                     |
| 74                      | Taj Jones (AUS)         | 52.                     |
| 75                      | Antonio Puppio (ITA)    | 57.                     |
| 76                      | Gaj Sagiw (ISR)         | 96.                     |
| 77                      | Tom Van Asbroeck (BEL)  | 17.                     |

| Cofidis COF | Cofidis COF             | Cofidis COF |
| ----------- | ----------------------- | ----------- |
| Nr          | Kolarz                  | Miejsce     |
| 81          | Piet Allegaert (BEL)    | 19.         |
| 82          | Wesley Kreder (NED)     | 58.         |
| 83          | André Carvalho (POR)    | 31.         |
| 84          | Kenneth Vanbilsen (BEL) | 85.         |
| 85          | Jelle Wallays (BEL)     | 76.         |
| 86          | Max Walscheid (GER)     | 2.          |

| Lotto-Soudal LTS | Lotto-Soudal LTS          | Lotto-Soudal LTS |
| ---------------- | ------------------------- | ---------------- |
| Nr               | Kolarz                    | Miejsce          |
| 91               | Victor Campenaerts (BEL)  | 26.              |
| 92               | Arnaud De Lie (BEL)       | 3.               |
| 93               | Cédric Beullens (BEL)     | 42.              |
| 94               | Michael Schwarzmann (GER) | DNF              |
| 95               | Thomas De Gendt (BEL)     | DNF              |
| 96               | Sébastien Grignard (BEL)  | 98.              |
| 97               | Florian Vermeersch (BEL)  | 45.              |

| Team DSM DSM | Team DSM DSM                  | Team DSM DSM |
| ------------ | ----------------------------- | ------------ |
| Nr           | Kolarz                        | Miejsce      |
| 101          | Cees Bol (NED)                | DNF          |
| 102          | Pavel Bittner (CZE)           | 38.          |
| 103          | Leon Heinschke (GER)          | 110.         |
| 104          | Jonas Iversby Hvideberg (NOR) | 40.          |
| 105          | Niklas Märkl (GER)            | 33.          |
| 106          | Sam Welsford (AUS)            | 50.          |
| 107          | Casper van Uden (NED)         | 62.          |

| Alpecin-Fenix AFC | Alpecin-Fenix AFC           | Alpecin-Fenix AFC |
| ----------------- | --------------------------- | ----------------- |
| Nr                | Kolarz                      | Miejsce           |
| 111               | Tim Merlier (BEL)           | 1.                |
| 112               | Floris De Tier (BEL)        | 64.               |
| 113               | Maurice Ballerstedt (GER)   | 81.               |
| 114               | Alexander Krieger (GER)     | 113.              |
| 115               | Edward Planckaert (BEL)     | 54.               |
| 116               | Scott Thwaites (GBR)        | 34.               |
| 117               | Fabio Van den Bossche (BEL) | DNF               |

| B&B Hotels-KTM BBK | B&B Hotels-KTM BBK      | B&B Hotels-KTM BBK |
| ------------------ | ----------------------- | ------------------ |
| Nr                 | Kolarz                  | Miejsce            |
| 122                | Cyril Gautier (FRA)     | 39.                |
| 123                | Quentin Jauregui (FRA)  | 53.                |
| 124                | Pierre Barbier (FRA)    | 8.                 |
| 125                | Raphaël Parisella (CAN) | 89.                |
| 126                | Adrien Lagrée (FRA)     | 91.                |
| 127                | Miguel Heidemann (GER)  | 72.                |

| Bardiani CSF Faizanè BCF | Bardiani CSF Faizanè BCF     | Bardiani CSF Faizanè BCF |
| ------------------------ | ---------------------------- | ------------------------ |
| Nr                       | Kolarz                       | Miejsce                  |
| 131                      | Enrico Battaglin (ITA)       | 100.                     |
| 132                      | Jonathan Cañaveral (COL)     | DNF                      |
| 133                      | Luca Colnaghi (ITA)          | 102.                     |
| 135                      | Alessandro Santaromita (ITA) | DNF                      |
| 136                      | Enrico Zanoncello (ITA)      | DNF                      |
| 137                      | Samuele Zoccarato (ITA)      | 111.                     |

| Human Powered Health HPM | Human Powered Health HPM | Human Powered Health HPM |
| ------------------------ | ------------------------ | ------------------------ |
| Nr                       | Kolarz                   | Miejsce                  |
| 141                      | Robin Carpenter (USA)    | 104.                     |
| 142                      | Pier-André Côté (CAN)    | 90.                      |
| 143                      | August Jensen (NOR)      | 68.                      |
| 144                      | Gage Hecht (USA)         | DNF                      |
| 145                      | Colin Joyce (USA)        | 103.                     |
| 147                      | Nickolas Zukowsky (CAN)  | 28.                      |

| Sport Vlaanderen-Baloise SVB | Sport Vlaanderen-Baloise SVB | Sport Vlaanderen-Baloise SVB |
| ---------------------------- | ---------------------------- | ---------------------------- |
| Nr                           | Kolarz                       | Miejsce                      |
| 151                          | Ruben Apers (BEL)            | 83.                          |
| 152                          | Vito Braet (BEL)             | 65.                          |
| 153                          | Gilles De Wilde (BEL)        | 49.                          |
| 154                          | Arne Marit (BEL)             | 46.                          |
| 155                          | Aaron Van Poucke (BEL)       | 95.                          |
| 156                          | Kenneth Van Rooy (BEL)       | 20.                          |
| 157                          | Aaron Verwilst (BEL)         | 69.                          |

| Arkéa-Samsic ARK | Arkéa-Samsic ARK        | Arkéa-Samsic ARK |
| ---------------- | ----------------------- | ---------------- |
| Nr               | Kolarz                  | Miejsce          |
| 161              | Hugo Hofstetter (FRA)   | 7.               |
| 162              | Christophe Noppe (BEL)  | 55.              |
| 163              | Benjamin Declercq (BEL) | 23.              |
| 164              | Dayer Quintana (COL)    | 84.              |
| 165              | Markus Pajur (EST)      | 75.              |
| 166              | Michel Ries (LUX)       | DNF              |
| 167              | Kévin Vauquelin (FRA)   | 36.              |

| Uno-X Pro Cycling Team UXT | Uno-X Pro Cycling Team UXT | Uno-X Pro Cycling Team UXT |
| -------------------------- | -------------------------- | -------------------------- |
| Nr                         | Kolarz                     | Miejsce                    |
| 171                        | Kristoffer Halvorsen (NOR) | 97.                        |
| 172                        | Tord Gudmestad (NOR)       | 70.                        |
| 173                        | Lasse Norman Leth (DEN)    | DNF                        |
| 174                        | Morten Hulgaard (DEN)      | 63.                        |
| 175                        | Anders Skaarseth (NOR)     | 43.                        |
| 176                        | Rasmus Tiller (NOR)        | 6.                         |
| 177                        | Søren Wærenskjold (NOR)    | 18.                        |

| Tarteletto-Isorex TIS | Tarteletto-Isorex TIS       | Tarteletto-Isorex TIS |
| --------------------- | --------------------------- | --------------------- |
| Nr                    | Kolarz                      | Miejsce               |
| 181                   | Maxime De Poorter (BEL)     | 99.                   |
| 182                   | Andreas Goeman (BEL)        | 71.                   |
| 183                   | Sander Lemmens (BEL)        | 79.                   |
| 184                   | Elias Van Breussegem (BEL)  | 107.                  |
| 185                   | Brent Van De Kerkhove (BEL) | 88.                   |
| 186                   | Kobe Vanoverschelde (BEL)   | 87.                   |
| 187                   | Thibau Verhofstadt (BEL)    | 101.                  |

| Minerva Cycling Team MCT | Minerva Cycling Team MCT | Minerva Cycling Team MCT |
| ------------------------ | ------------------------ | ------------------------ |
| Nr                       | Kolarz                   | Miejsce                  |
| 191                      | Enrico Dhaeye (BEL)      | 86.                      |
| 192                      | Gil D'Heygere (BEL)      | DNF                      |
| 193                      | Thomas Joseph (BEL)      | 73.                      |
| 194                      | Stefano Museeuw (BEL)    | DNF                      |
| 195                      | Kasper Saver (BEL)       | 66.                      |
| 196                      | Matthew Van Schoor (BEL) | 94.                      |
| 197                      | Thimo Willems (BEL)      | DNF                      |

## Klasyfikacja generalna
| \| Klasyfikacja generalna \| Klasyfikacja generalna \| Klasyfikacja generalna \| Klasyfikacja generalna \| Klasyfikacja generalna \| \| Kolarz \| Kolarz \| Państwo \| Drużyna \| Czas \| \| ---------------------- \| ---------------------- \| ---------------------- \| ---------------------- \| ---------------------- \| \| 1. \| Tim Merlier \| Belgia \| Alpecin-Fenix \| 4h 20' 04" \| \| 2. \| Max Walscheid \| Niemcy \| Cofidis \| + 0" \| \| 3. \| Arnaud De Lie \| Belgia \| Lotto-Soudal \| + 0" \| \| 4. \| Bert Van Lerberghe \| Belgia \| Quick-Step Alpha Vinyl \| + 0" \| \| 5. \| Bram Welten \| Holandia \| Groupama-FDJ \| + 0" \| \| 6. \| Rasmus Tiller \| Norwegia \| Uno-X Pro Cycling Team \| + 0" \| \| 7. \| Hugo Hofstetter \| Francja \| Arkéa-Samsic \| + 0" \| \| 8. \| Pierre Barbier \| Francja \| B&B Hotels-KTM \| + 0" \| \| 9. \| Pascal Ackermann \| Niemcy \| UAE Team Emirates \| + 0" \| \| 10. \| Jannik Steimle \| Niemcy \| Quick-Step Alpha Vinyl \| + 0" \| |                    |          |                        |            |
| |                    |          |                        |            |
| Źródło: ProCyclingStats |                    |          |                        |            |
| Klasyfikacja generalna |                    |          |                        |            |
| Kolarz | Kolarz             | Państwo  | Drużyna                | Czas       |
| 1. | Tim Merlier        | Belgia   | Alpecin-Fenix          | 4h 20' 04" |
| 2. | Max Walscheid      | Niemcy   | Cofidis                | + 0"       |
| 3. | Arnaud De Lie      | Belgia   | Lotto-Soudal           | + 0"       |
| 4. | Bert Van Lerberghe | Belgia   | Quick-Step Alpha Vinyl | + 0"       |
| 5. | Bram Welten        | Holandia | Groupama-FDJ           | + 0"       |
| 6. | Rasmus Tiller      | Norwegia | Uno-X Pro Cycling Team | + 0"       |
| 7. | Hugo Hofstetter    | Francja  | Arkéa-Samsic           | + 0"       |
| 8. | Pierre Barbier     | Francja  | B&B Hotels-KTM         | + 0"       |
| 9. | Pascal Ackermann   | Niemcy   | UAE Team Emirates      | + 0"       |
| 10. | Jannik Steimle     | Niemcy   | Quick-Step Alpha Vinyl | + 0"       |